# دست‌بند (پلیسی)

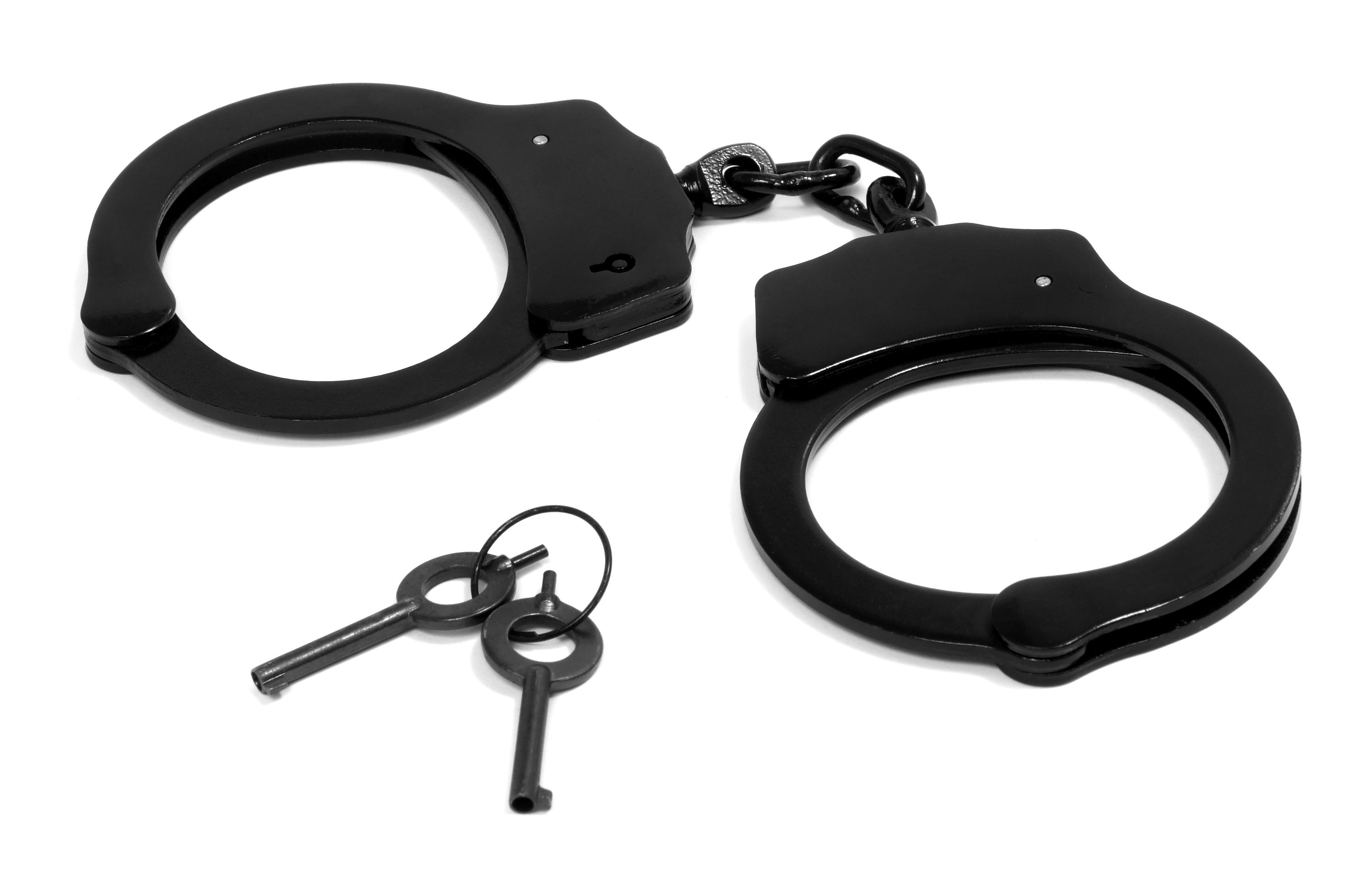
یک دست معمولی

دست‌بند یا به فارسی تاجیکی: کلپچه، نوعی وسیله برای ایجاد محدودیت فیزیکی است که با استفاده از آن، مچ‌های دو دست فرد در نزدیکی هم قرار می‌گیرند و بدون استفاده از کلید، امکان رهاسازی از آن وجود ندارد. دستبند برای متهمان یا مجرمانی که امکان فرار یا آسیب زدن به خود یا دیگران را داشته باشند استفاده می‌شود. در ضمن، پابند نیز در امر محدودسازی فیزیکی مورد استفاده قرار می‌گیرد.
از دستبند در اسباب‌بازی کودکان نیز استفاده می‌شود.

## نگارخانه

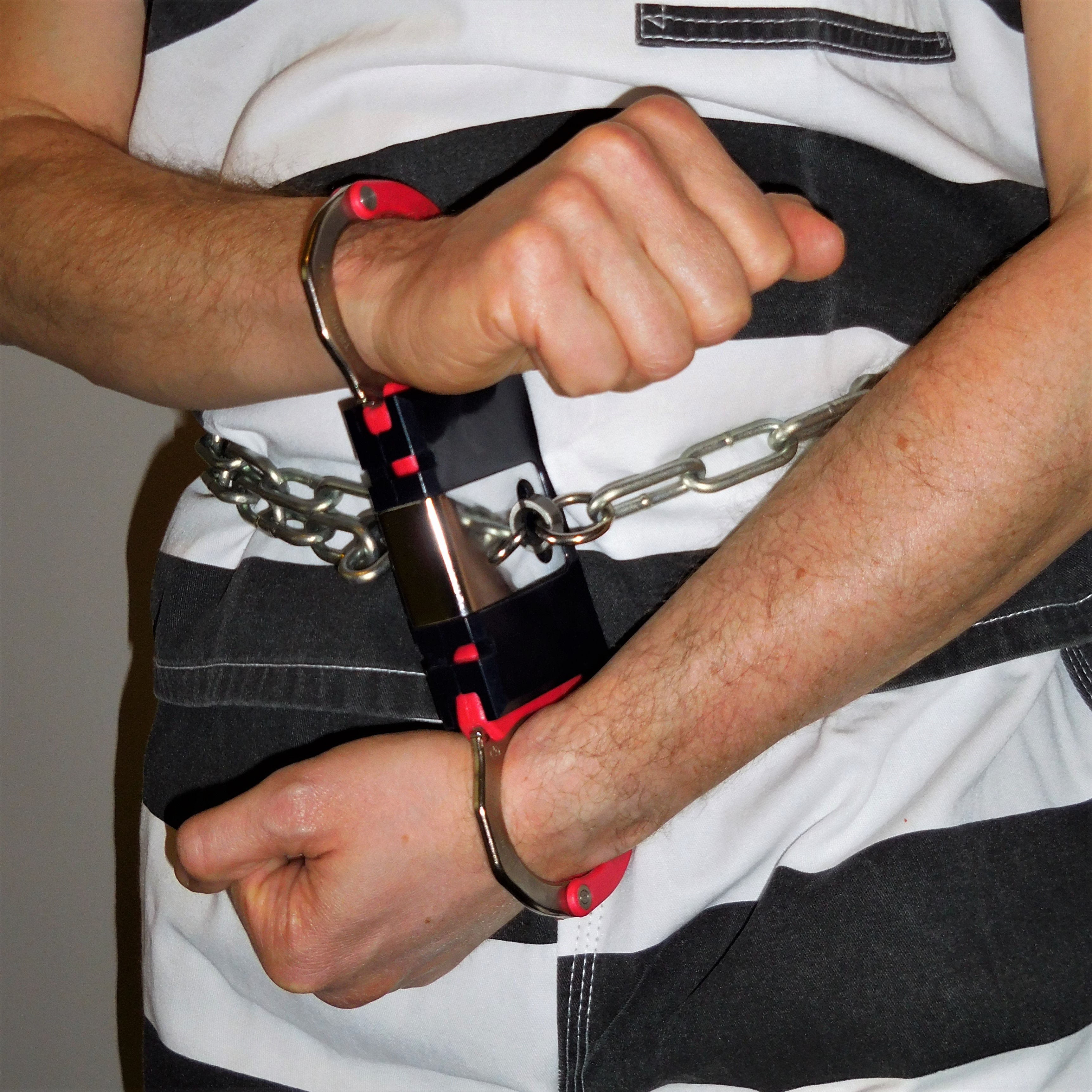
دستبندهای نوین
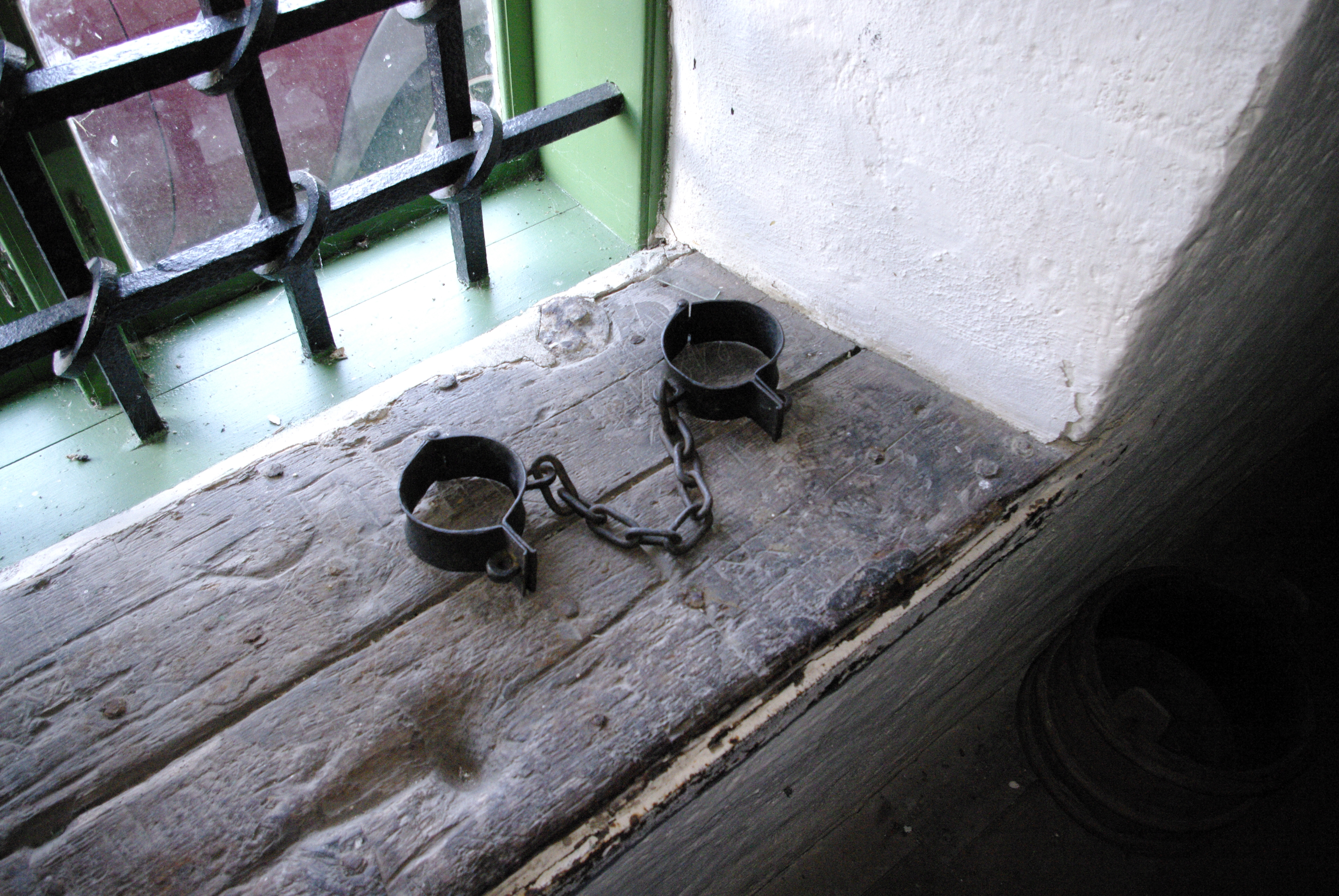
یک دستبند قدیمی